# Mytilene
För andra betydelser, se Mytilene (olika betydelser).

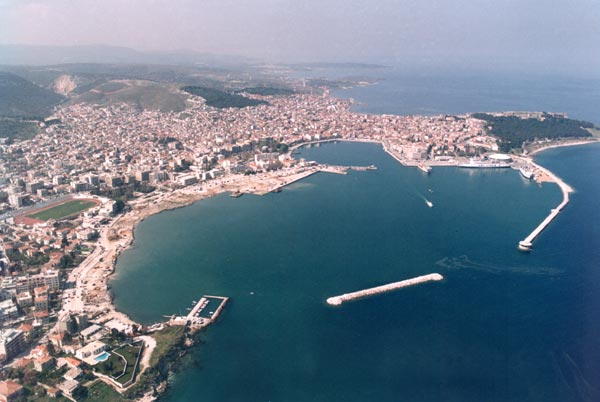
Flygbild över Mytilene.

Mytilene (alternativt Mytilini eller Mitilini, gr. Μυτιλήνη) är huvudstad i den grekiska prefekturen och ön Lesbos. 
Staden ligger i regionen Nordegeiska öarna och har cirka 32 000 invånare.[källa behövs]
Staden ligger på öns östra kust och hade förr i tiden två hamnar, förenade med en kanal som gick genom staden. 
Egeiska universitetet har sitt huvudcampus i Mytilene.

## Historia
Efter långvariga partistrider valdes Pittakos, en av Greklands sju vise, till lagstiftare och styrde staden i tio år omkring 590–580 f.Kr. Vid denna tid levde där skalderna Alkaios och Sapfo. Senare kom Mytilene under persiskt välde och anslöt sig därefter till det attiska sjöförbundet. Ett försök till avfall 428 f.Kr. bestraffades med stor stränghet. Trots alla omvälvningar bibehöll Mytilene länge sitt välstånd och var ännu under den romerska kejsartiden en åtminstone till namnet fri stad. Det föll jämte ön Lesbos 1462 i turkarnas händer, men besattes i december 1912 av grekerna.

## Kända personer från Mytilene
- Alkaios, antik poet
- Konstantinos Kenteris, grekisk friidrottare
- Sapfo, antik poet

## Galleri

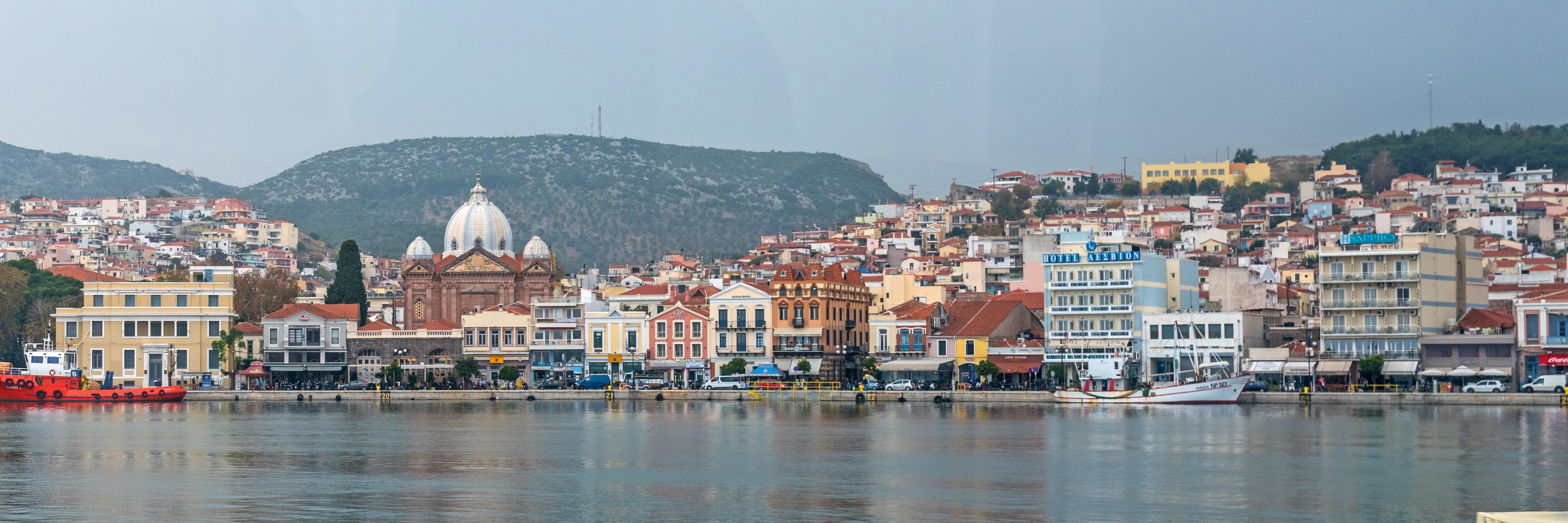
Centrum.
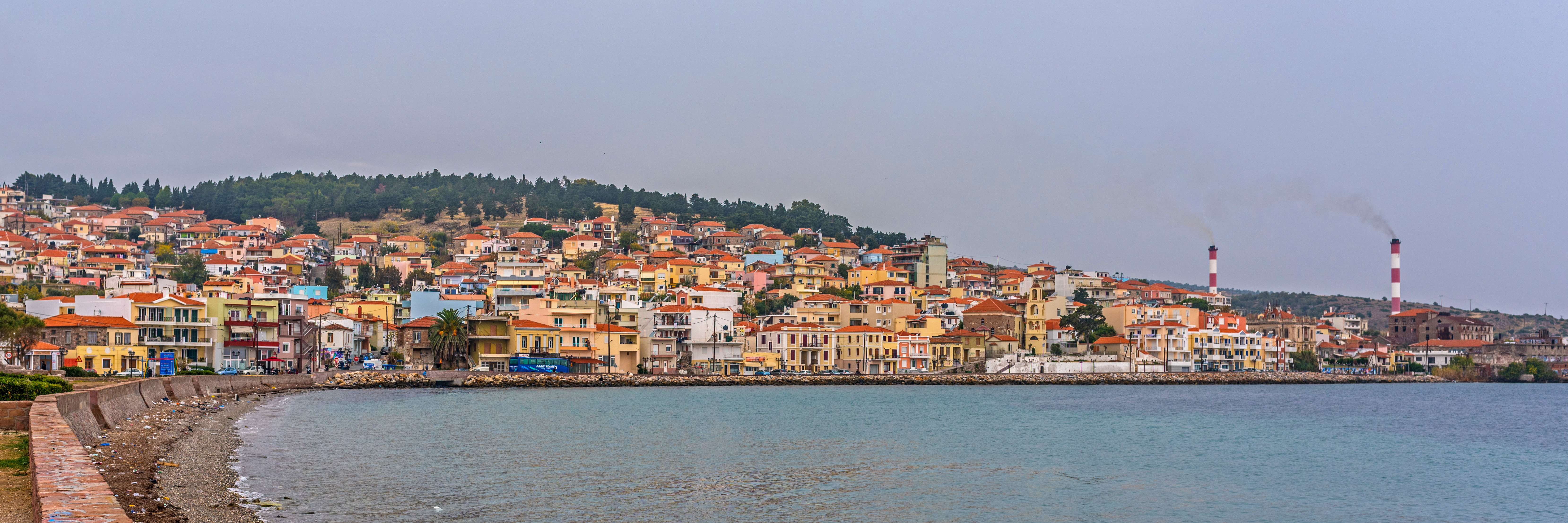
Mytilene.
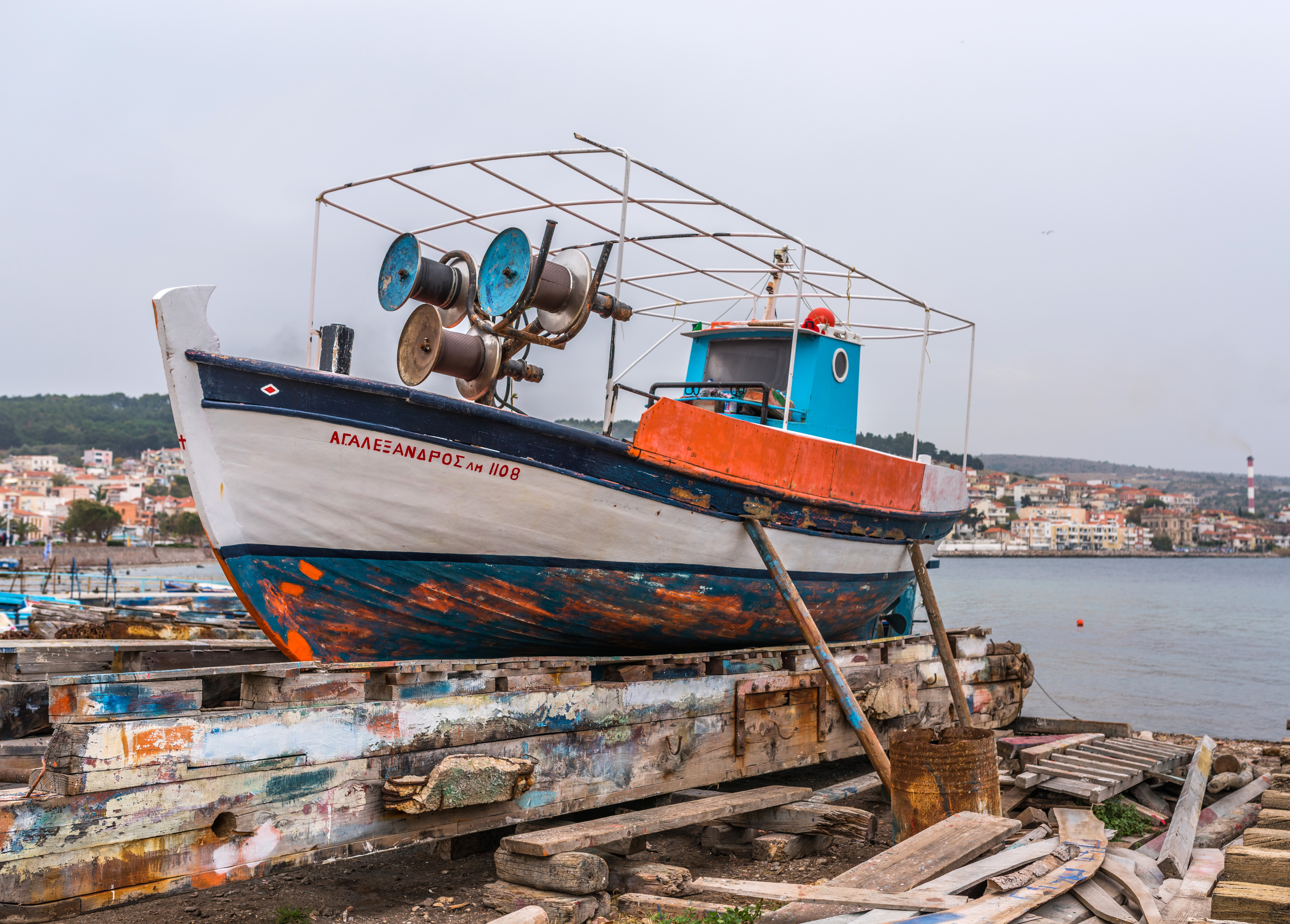
Fiskebåt.
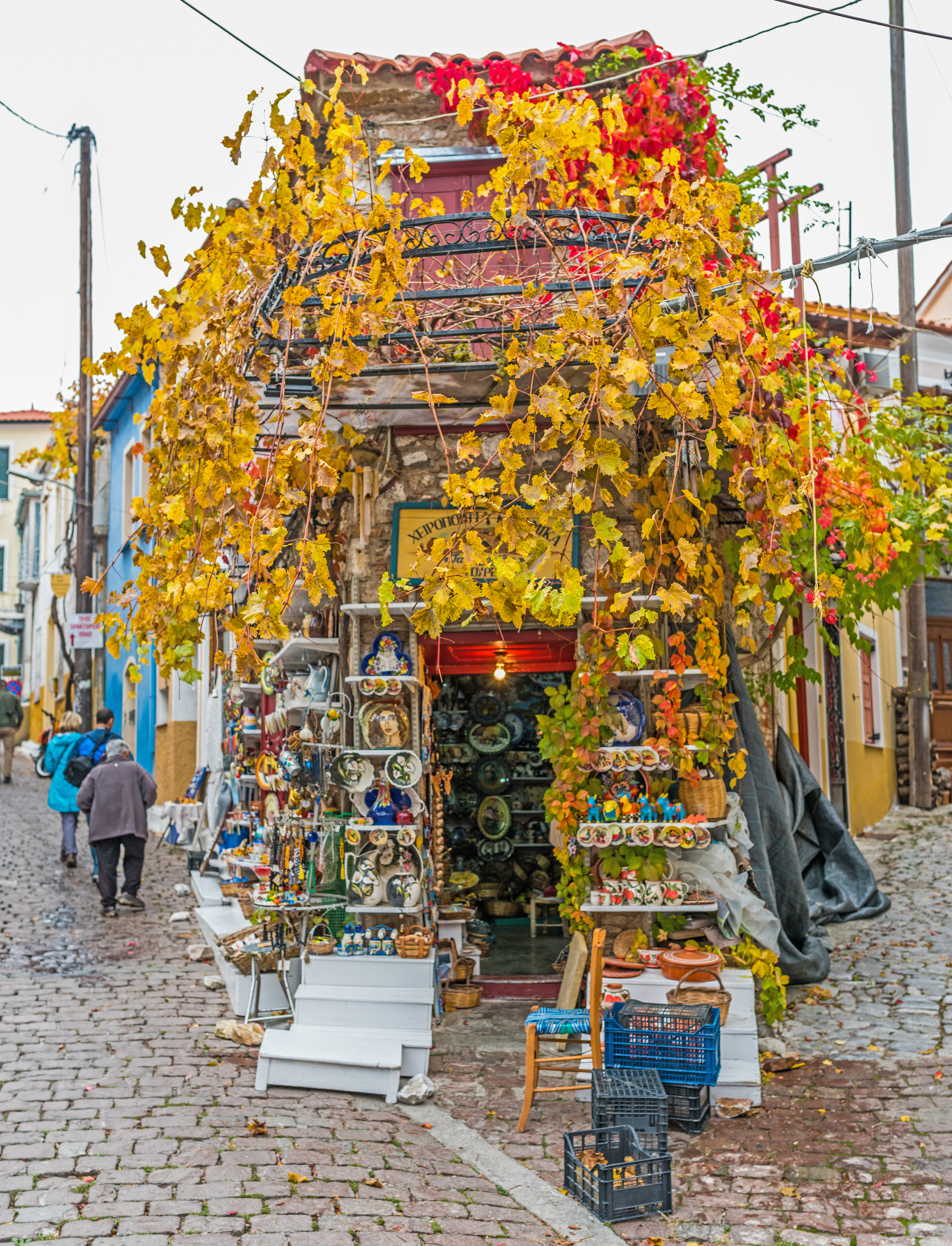
Butik.
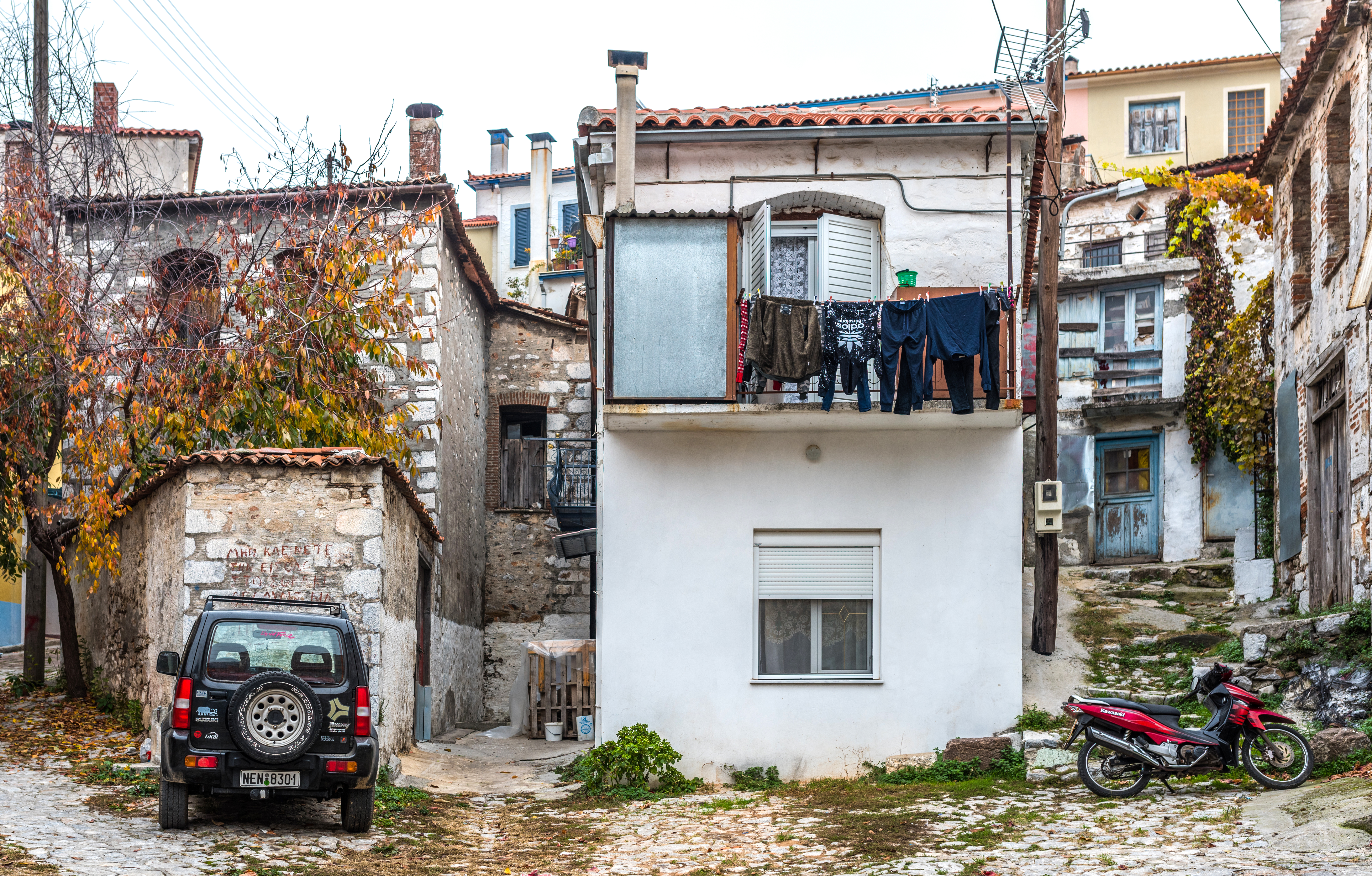
Bostadshus i Mytilene.
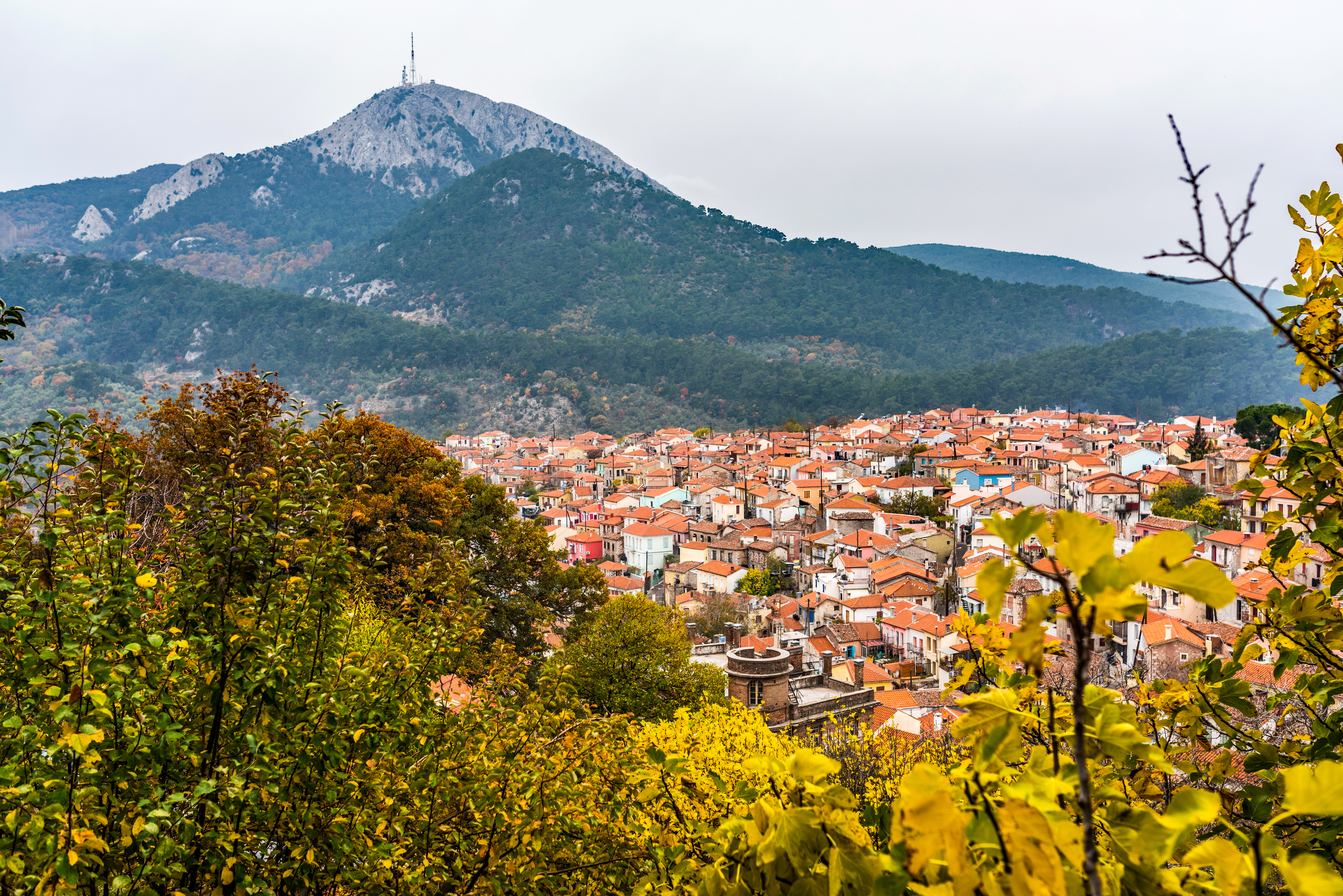
Område i Mytilene från ovan.
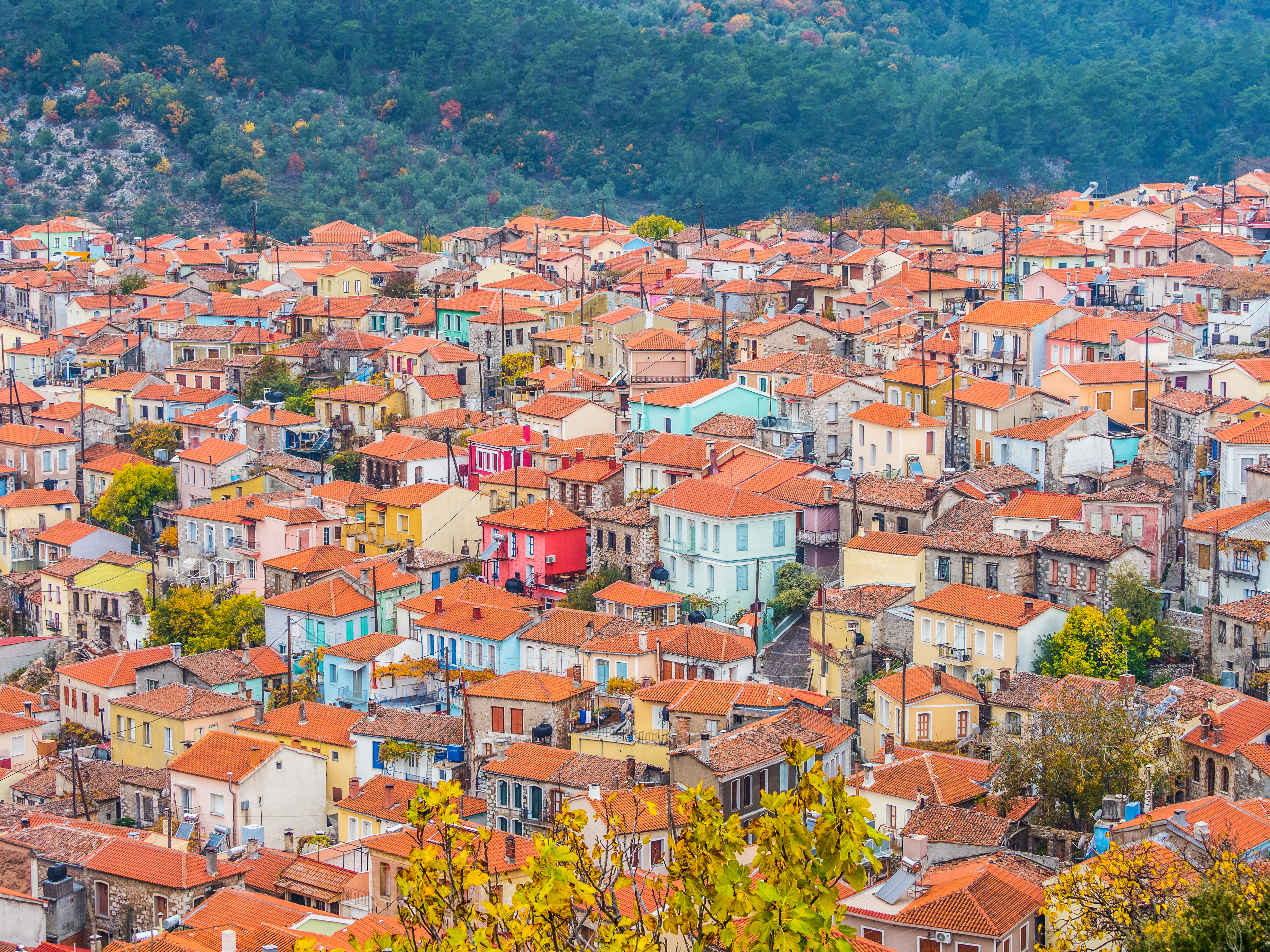
Bostadsområde.
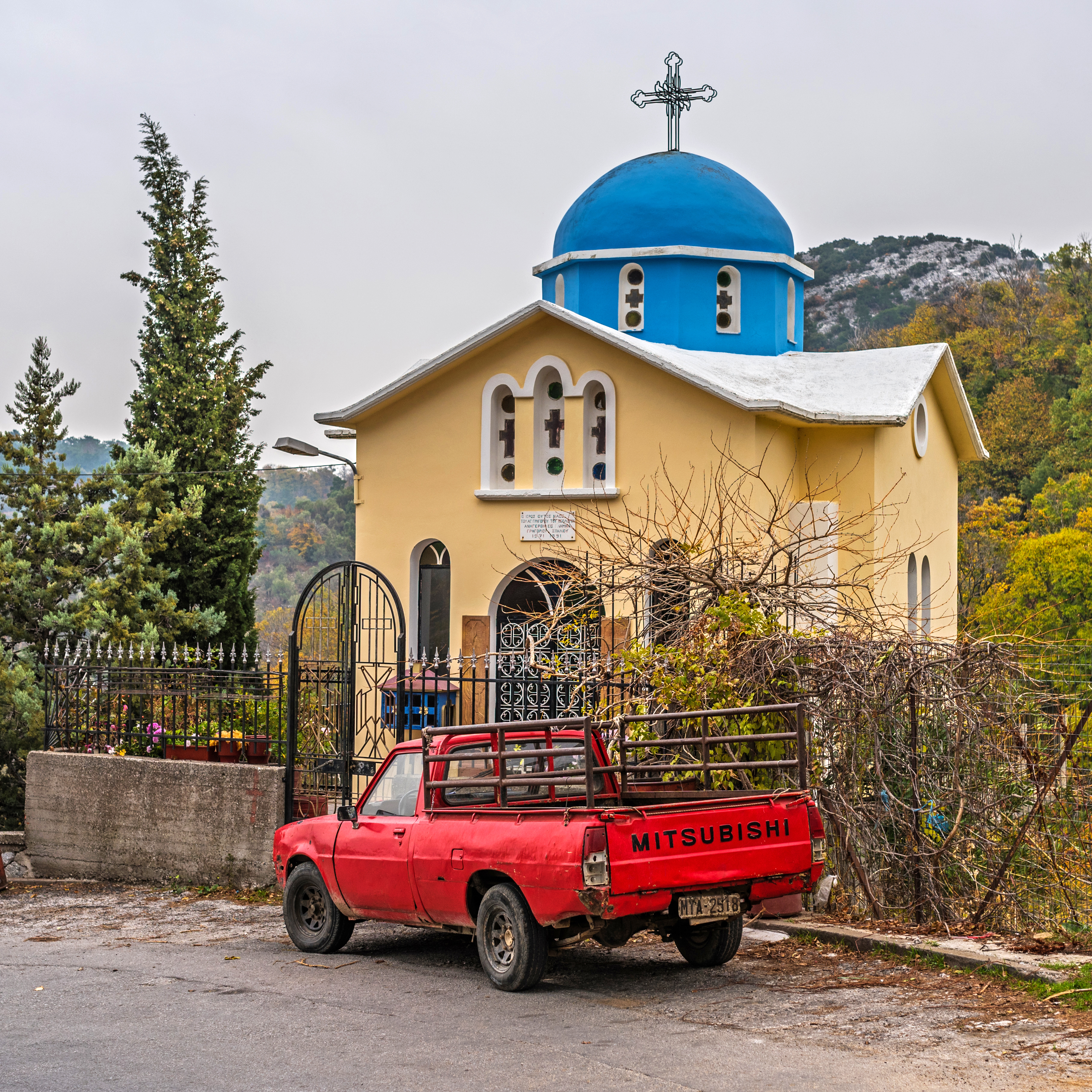
Ett kapell.
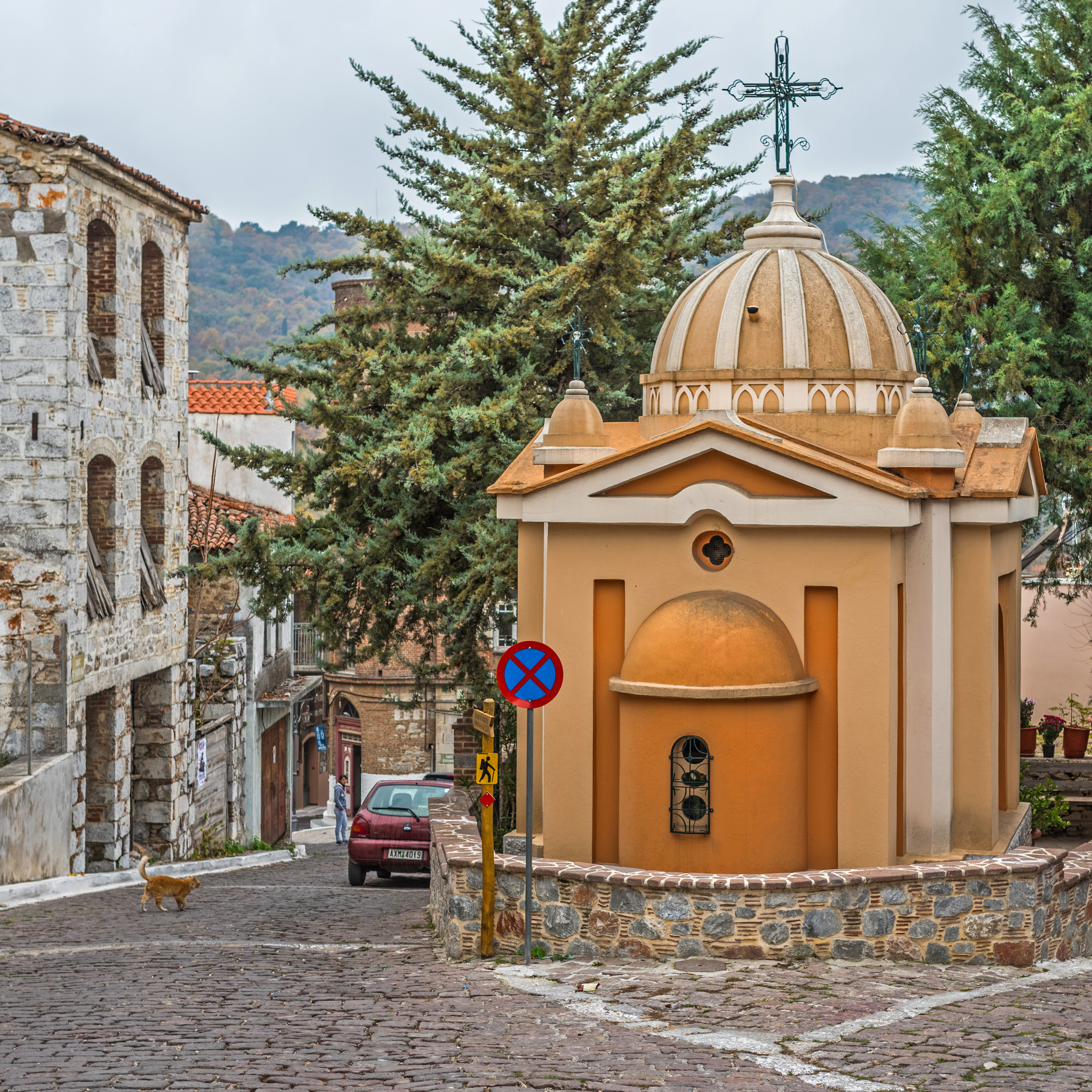
Ett kapell.
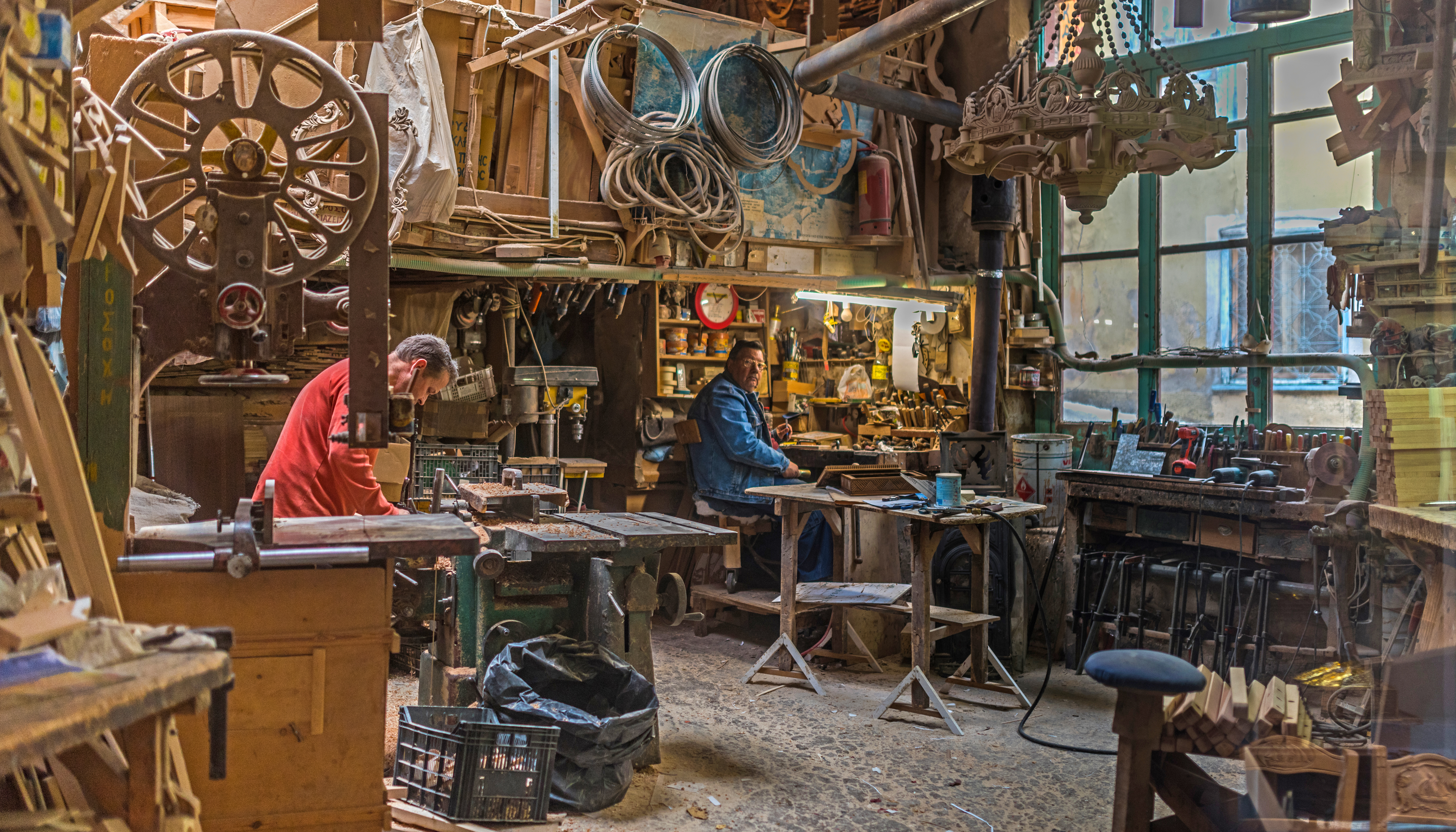
Traditionellt trähantverk.